# 278609 Авруденко
278609 Авруденко (278609 Avrudenko) — астероїд головного поясу, відкритий 5 серпня 2008 року в Андрушівці.
Відповідно до стандартної зоряної величини 18,2, діаметр астероїда оцінюється у 670–1500 м (за умови, що його альбедо лежить у межах 5–25%).